# Histoire de la psychologie cognitive
 (janvier 2020).
Si vous disposez d'ouvrages ou d'articles de référence ou si vous connaissez des sites web de qualité traitant du thème abordé ici, merci de compléter l'article en donnant les références utiles à sa vérifiabilité et en les liant à la section « Notes et références ».
La psychologie fut jusqu'à la fin du XIXe siècle une branche de la philosophie  consacrée à l'étude de l'âme (en grec : psukhé). Elle est actuellement une science ayant pour objet l'étude des conduites des organismes. La psychologie moderne s'est peu à peu détachée de différents courants de la pensée philosophique. Elle recourt actuellement à la méthode expérimentale, à la statistique et aux modèles mathématiques de la théorie de la cognition/information.
En effet, chaque époque de l'histoire de l'humanité produit une structure explicative de la nature de l'esprit de l'être humain. Il existe au cours de l'histoire, un grand nombre de philosophes et de théories philosophiques qui ont essayé de dégager des concepts pour appréhender l'essence de l'esprit humain. 
La psychologie et la psychiatrie ont pris la relève dans ce type d'études. Mais l'émergence actuellement des sciences cognitives représente une remarquable modification dans l'histoire des sciences. Cette révolution qui ne date que de l'après-guerre (la Seconde Guerre mondiale), fut introduite brutalement avec l'apparition des « technologies de la cognition et communication ». En effet, pour la première fois dans l'histoire, la connaissance est devenue liée à des technologies : celles de l'ordinateur et de l'intelligence artificielle...

## Les grands courants de la psychologie moderne
L'un des courants de la psychologie moderne prend naissance  dans l'œuvre de R. Descartes (1596-1650). Le dualisme postulé par Descartes entre l'âme et le corps se trouve à l'origine de deux développements divergents de la psychologie. Une « psychologie spiritualiste », fondamentalement étrangère à l'observation et à l'expérience se réclame que « l'âme, pour être, n'a besoin d'aucun lieu ni dépend d'aucune chose matérielle ». Mais le corps séparé de l'âme, peut faire l'objet d'études empiriques : c'est ce courant matérialiste, issu lui aussi de la pensée cartésienne, que vont développer les médecins philosophes du XVIIIe siècle, pour étudier la psychologie de l’être humain.
Les progrès de la psychologie ont été liés de plusieurs façons à ceux de la physiologie du système nerveux. La physiologie a offert à la psychologie l'exemple d'une discipline se détachant de la spéculation philosophique et adoptant une démarche purement expérimentale. Cette évolution s'est produite dans la deuxième moitié du XIXe siècle. G. T. Fechner (1801- 1887) a publié en 1860 Éléments de psychophysique, ouvrage qui sert souvent de jalon pour dater les débuts de la psychologie moderne. Gustav Fechner a mis une solide culture physico-mathématique au service d'un problème métaphysique : celui des rapports entre l'esprit et la matière. Il a cherché à établir une liaison mathématique entre « énergie physique » et « énergie mentale ».
Le deuxième événement fondateur est la naissance du premier Laboratoire de psychologie expérimentale, à Leipzig en 1879, par Wilhelm Wundt (1832-1920). Wundt était un philosophe converti à la physique et à la psychologie. La psychologie qu'il faisait dans son laboratoire était assez élémentaire, tout en étant fort ambitieuse, puisqu'elle avait pour objectif une analyse de l'esprit humain. En fait, en y étudiait la vision, l'audition, le toucher, le goût, le sens du temps, la perception, le temps de réaction, etc., grâce à des appareils qui permettent de préciser les situations et d'enregistrer les réactions.
Le psychologue allemand Otto Selz (1881-1943) est l'un des premiers à formuler une théorie non-associationniste de la pensée. En ce sens, il est parfois considéré comme un précurseur de l'approche cognitive en psychologie pour avoir su analyser scientifiquement les processus mentaux complexes, en utilisant notamment la méthode introspective.

## Les grands pionniers de la psychologie moderne
Au chapitre des grands pionniers de la psychologie moderne de la première moitié du XXe siècle, on compte Sigmund Freud (1856-1939). La psychanalyse a pour objet l'étude de l'inconscient. Mais si l'on cite Freud, ici, c'est qu'en outre on trouve dans son œuvre la première théorie de la personnalité, issue d'un effort de compréhension du fonctionnement anormal des conduites d’organisme humain adulte. La théorie de Freud est inséparable de sa conception de l'appareil psychique, de son fonctionnement, surtout pathologique, et de son développement dans le temps au niveau de l'individu, et aussi de son évolution au niveau de  l'espèce humaine.
Les stades de développement selon Freud (stade oral, stade anal, stade phallique, phase de latence, stade génital) sont communément considérés comme formant le système de stades affectifs le mieux déterminé, le plus représentatif actuellement.
Jean Piaget (1896-1980) a également apporté des contributions importants à l'étude du fonctionnement mental. Il n'est pas exagéré de dire que ce que Freud a réalisé dans le domaine de la description et de la compréhension du développement affectif humain, Piaget l'a fait dans celui du développement des facultés intellectuelles. Son travail a moins affecté la psychiatrie clinique, pour qui les facteurs affectifs ont une importance capitale, que la psychologie cognitive, en particulier celle de l'enfant. On peut dire que les travaux de Piaget sont du domaine de la recherche fondamentale. L'application pratique de tels travaux vient toujours bien après. C'est pourquoi il est trop tôt pour apprécier d'une façon définitive l'importance pour la psychiatrie des travaux de Piaget. Les psychanalystes se sont surtout intéressés à l'influence des besoins affectifs sur le processus de pensée ; Piaget, lui s'est attaché à une étude méthodique de la pensée elle-même et son développement.
Les premiers travaux de Piaget sont publiés dès les années 1920 (son premier livre est publié en 1923), mais ne seront vraiment redécouverts à l'échelle mondiale, et ne deviendront influents qu'à partir des années 1950, quand ils sont traduits en anglais.
Piaget fut un des premiers auteurs à prendre conscience des limitations de l'approche des problèmes du développement intellectuel par les tests utilisant la fameuse échelle métrique de l'intelligence mesurée par le Quotient Intellectuel : méthode inventée par Alfred Binet (1857-1911).
Jean Piaget a passé plus d'un demi-siècle à étudier l'intelligence de l'enfant. Pourtant, ses travaux dans ce domaine, qui ont véritablement bouleversé la psychologie du développement, ne devaient primitivement constituer qu'un moyen, pour aborder un problème relevant de l'épistémologie : le problème de la connaissance, de son origine et son accroissement ; comment se constituent les connaissances dans l'esprit ? Ce domaine de recherche, que Piaget appelle Épistémologie génétique, relève de la complémentarité de deux disciplines traditionnellement séparées : la théorie de la connaissance et la psychologie en particulier la « psychologie de l'intelligence ».
Le développement dans cette perspective, se fait par des stades, que Piaget décrit minutieusement en montrant comment chaque nouveau stade est à la fois reprise et dépassement du stade antérieur, transposition et réorganisation des structures de conduite par quoi s'affecte l'assimilation du réel, depuis le niveau de régulations sensori-motrices du bébé jusqu'au degré le plus élevé de la pensée hypothético-déductive, en passant par l'accès au symbole puis l'émergence progressive de la pensée rationnelle, que Piaget appelle opératoire.
Il faut mentionner l'essor d'un nouveau courant d'étude du développement/vieillissement cognitif post-piagétien, dans le domaine des réalités sociales et psychologiques, et d'un mouvement contestataire par rapport à l’œuvre de Piaget.

## La révolution cognitive et naissance de la psychologie cognitive
La psychologie cognitive, c'est ainsi que l'on désigne l'analyse scientifique contemporaine de l'esprit et de la connaissance sous toutes ses dimensions. C'est un domaine transdisciplinaire (c'est-à-dire à la fois multidisciplinaire et interdisciplinaire) encore mal défini, mais il est juste de dire qu'il y eut de tout temps des précurseurs de ce que, aujourd'hui nous appelons les sciences cognitives, dans la mesure où l'esprit humain est la source principale et l'exemple le plus accessible de la cognition et  communication.
La technologie, entre autres, agit comme amplificateur. On ne peut pas séparer la psychologie cognitive des « technologies de la cognition et de la communication », sans amputer celles-ci ou celles-là d'un élément complémentaire vital. En d'autres mots au moyen de la technologie, l'exploration scientifique de l'esprit tend à la société un miroir d'elle-même ignoré, bien au-delà du cercle de philosophe ou du psychologue.
La psychologie cognitive est encore jeune, puisqu'elle n’est dotée de techniques et de méthodes sûres qu'à partir de la seconde moitié du XXe siècle. Cependant, elle va hériter toutes les philosophies et les sciences qui se sont intéressées à l'étude de l'esprit. Avec l'apparition des technologies de l'informatique, l'homme commence à être confronté dans ses pratiques quotidiennes à des questions telles que : le cerveau peut-il être considéré comme un ordinateur ? L'esprit est-il une manipulation de symboles ? Ces questions ont une incidence sur la vie des gens, elles ne sont pas que théoriques.
La psychologie cognitive avec ses technologies représentent la plus importante révolution conceptuelle de la deuxième moitié du XXe siècle, ayant un impact à long terme à tous les niveaux de la société. Il est naturellement impératif de bien connaître les thèses importantes et les résultats produits par le grand courant de sciences cognitives des auteurs américains, mais nous ne pouvons admettre, avec Varela, que cela représente la seule approche valable. Cela est particulièrement sensible en Europe où, au début du XXe siècle, ont été apportées d'importantes contributions à la structure conceptuelle de ce que l'on appelle aujourd'hui psychologie cognitive, et qui le plus souvent ignorées. Nous pensons en particulier aux perspectives ouvertes par Jean Piaget en psychologie de l'intelligence et en épistémologie génétique. Ces disciplines explorent des questions cognitives fondamentales. Malheureusement elles ont été presque complètement absentes de l'orthodoxie cognitiviste et les idées qu'elles ont apportées sont même parfois réintroduites comme des nouveautés. La redécouverte de la notion d'intentionnalité en psychologie cognitive est un parfait exemple : clairement formulée par plusieurs penseurs européens de la phénoménologie depuis le début du XXe siècle, elle fut ignorée du grand courant cognitiviste jusqu'en 1980.
Ainsi, comme le dit Varela, pour participer de plain-pied au développement de la nouvelle science de l'esprit, il est essentiel de demeurer ouvert à la diversité des idées et de garder ses distances avec les courants dominants actuellement des sciences cognitives.

## Développement d'une nouvelle «science de l'esprit»
On peut dire que la phase décisive de la naissance de la psychologie cognitive contemporaine date de 1956. Cette année-là, lors de deux conférences tenues l'une à Cambridge et l'autre à Darmouth, de nouveaux auteurs se firent entendue, comme Herbert Simon, Noam Chomsky, Marvin Minsky et John McCarthy, qui avancèrent des idées dont la psychologie cognitive et les « sciences cognitives »  en général allaient faire les grands axes de leur développement. 
La principale intuition, qui devait s'imposer au cours de ces conférences, était que l'intelligence, y compris l'intelligence humaine est tellement proche de ce qu'est un ordinateur que la cognition peut être définie par le calcul symbolique (ou computation), et de représentations symboliques. 
Ce qui ne semblait encore qu'une orientation possible – l'esprit humain comme une forme de logique, donc assimilable au comportement d'un ordinateur – est alors promu au statut d'hypothèse reconnue qu'on cherche à démarquer de ses antécédents pluridisciplinaires, c'est-à-dire de l'influence des sciences sociales et biologiques et de leurs complexités diverses.
Que veut dire exactement l’idée que la cognition peut être définie par le calcul symbolique (computation) ? C'est que le traitement cognitif par l'esprit/cerveau est une opération qui est effectuée sur des symboles, c'est-à-dire sur des éléments qui représentent les objets. La notion en jeu est donc la représentation. L'argument de cette hypothèse est que le comportement intelligent présuppose la faculté de représenter le monde d'une certaine façon. Ainsi, nous ne pouvons pas expliquer le comportement cognitif à moins de présumer qu'un agent réagisse en représentant les éléments pertinents des situations dans lesquelles il se trouve. 
Cette acception de la représentation est aujourd'hui à peu près unanimement admise. Ce qui n'est pas actuellement admis par tous les auteurs est : « le fait que l'hypothèse du computationnalisme prétend que la représentation est la seule façon de rendre compte de l'intelligence tant pour le cerveau humain que pour l'ordinateur ».
Les manifestations de l'hypothèse de la computation ne sont nulle part plus apparentes qu'en intelligence  artificielle. Cependant, si les manifestations de l'hypothèse de la computation trouve en Intelligence Artificielle son application la plus directe, sa quête complémentaire est l'étude de l'esprit de l'humain. 
En effet, Noam Chomsky, en publiant en 1965 la synthèse de ses travaux dans Aspects de la théorie syntaxique, proposa une conception entièrement nouvelle de l'approche psychologique du langage et de la  pensée. Cette nouvelle psychologie désormais consacrée par le renouveau du mentalisme s'intéresse au processus mentaux de la connaissance et veut en comprendre la fonction et la structure.
Si cette conception apporte effectivement un courant neuf et dynamique au sein de la  psychologie, d'autres écoles de psychologie cognitive restent influentes, comme celle de Jean Piaget qui est  qualifiée de constructiviste.
L'hypothèse de base du nouveau mentalisme est celle-ci : « toutes les aptitudes psychologiques impliquent des processus de traitement de l'information qui peuvent être décrits avec précision indépendamment du fait que l'on comprenne ou non le fonctionnement de la machine qui réalise le traitement (le cerveau) ».
Le plus souvent, la justification et les implications de ce point de vue ne sont pas remises en question : l'idée générale que l'esprit/cerveau est un dispositif de traitement d'information, réagissant de façon sélective aux aspects discriminants de l'environnement, persiste au centre de la psychologie cognitive moderne et de l'idée que s'en fait le grand public.
C'est ainsi que la psycholinguistique a découvert l'existence de certains processus de traitement de l'information qui se déroulent pendant la production ou la perception des phrases et permettent de faire des prédictions intéressantes sur la nature du lexique subjectif. 
Un autre domaine d'études est celui connu sous le nom d'image mentale : nous avons des images mentales et l'on sait désormais que ces images jouent un rôle dans le traitement de l'information.
Certains de ces problèmes ont fait l'objet de formalisation mathématique. La théorie mathématique des communications (on dit aussi, de l'information) a servi de modèle formel dans plusieurs secteurs de la psychologie expérimentale : codage, stockage, recherche des éléments d'information par la mémoire ; prise de décision dans des circonstances où tous les éléments d'information nécessaires ne sont pas disponibles (décisions sous le risque) ; compréhension du langage, etc. Les stratégies utilisées dans la résolution des problèmes ont fait également l'objet d'études expérimentales.
Il est évident que ce paradigme de la computation n'est pas apparu dans l'histoire des sciences tel quel, nous le voyons maintenant avec un recul de plus d'un demi-siècle de recherche. Ce paradigme a introduit dans le sens commun actuel, un point très important : « l'esprit/cerveau traite l'information venue du monde extérieur ». Tel est l'énoncé convenu, remettre en question cette affirmation semble étrange. 
Mais qu'est-ce qu'une information ? C'est le point aveugle du paradigme de la computation qui a faussé l'appréhension de perspectives plus larges ainsi que l'avenir de la psychologie cognitive, par une définition très floue de la notion d'information.

## Conclusion
Aujourd'hui, après cette évolution historique de la psychologie cognitive, les principales divergences par rapport aux courants établis prennent les formes suivantes : 
1. La critique de la computation symbolique en tant que support approprié pour les représentations.
2. La critique de l'adéquation de la notion de représentation comme élément primitif de la psychologie cognitive.
3. La critique de la notion d'information qui reste encore flou...

En effet, il existe une grande différence entre l'ordinateur et l'esprit/cerveau humain. Pour le cerveau, la computation est fondamentalement sémantique : sans prendre en compte les relations sémantiques entre les différentes expressions symboliques, la notion même de computation n'a aucun sens. Un ordinateur, cependant, ne manipule que la forme physique des symboles. Il n'a aucun accès à leur valeur sémantique car toutes les distinctions sémantiques mises en jeu dans une computation par ordinateur sont exprimées dans le programme au moyen de la syntaxe du langage de programmation utilisé. Ainsi, l'ordinateur n'offre qu'un modèle simpliste de la pensée, ou, en d'autres mots, la pensée ne s'effectue pas par une computation physique de symboles.